# モレーベン

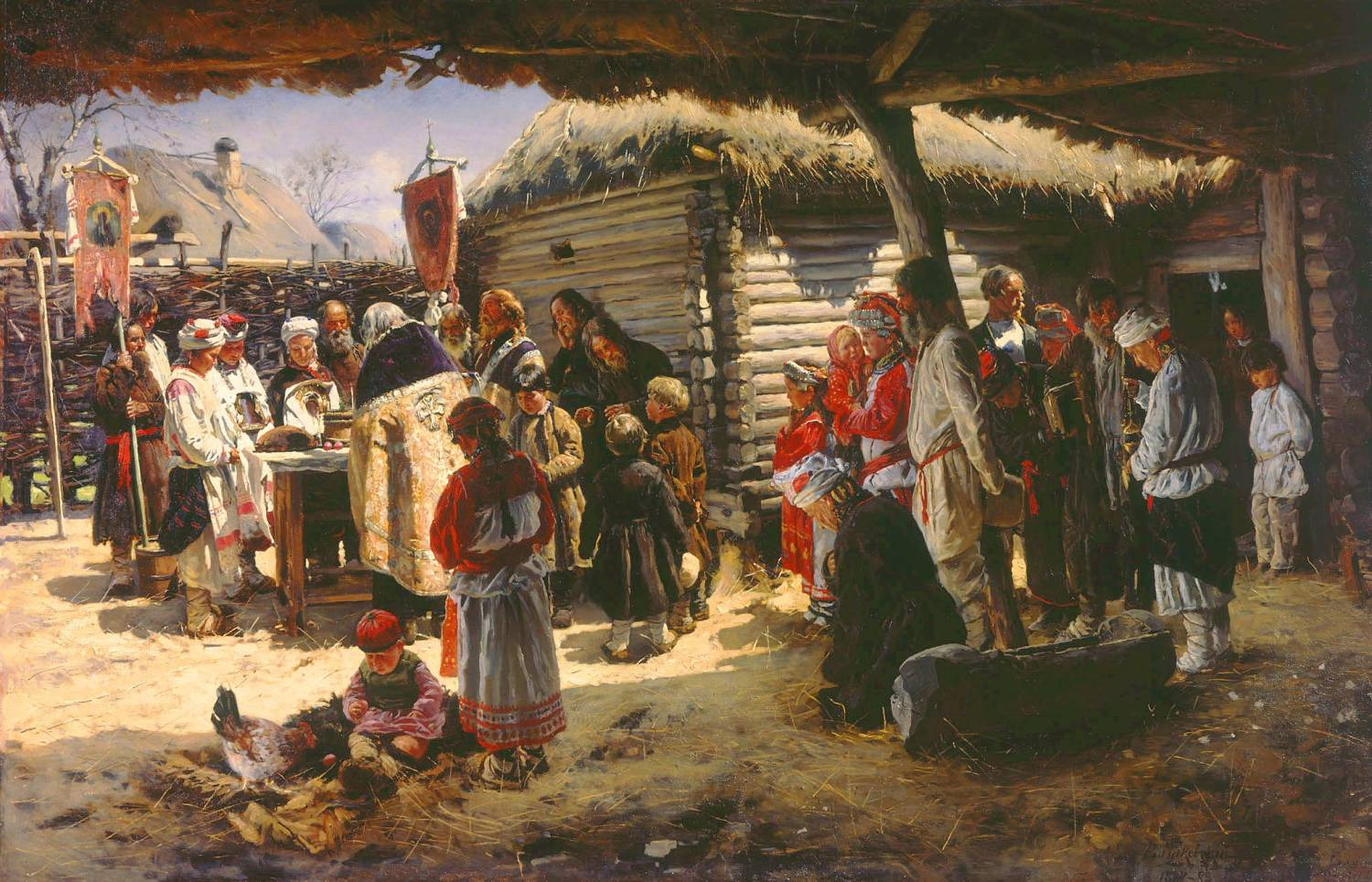
『パスハのモレーベン』（ヴラディーミル・マコフスキー、1888）

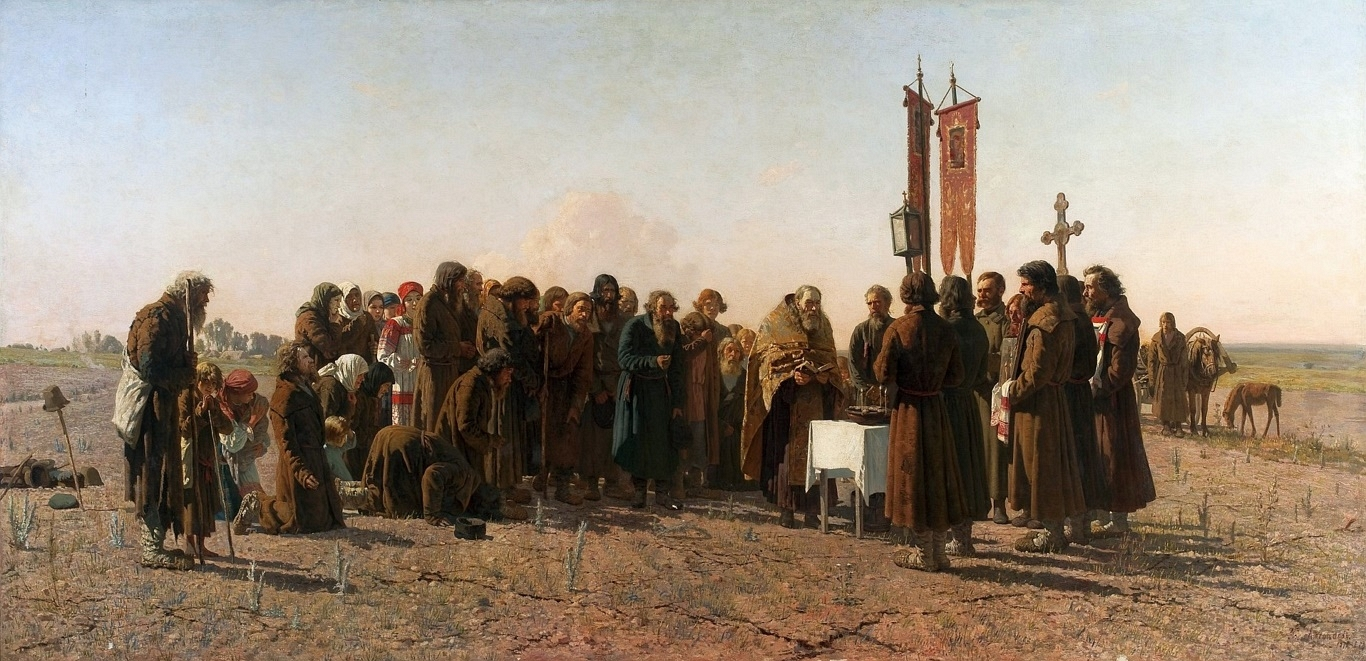
『干ばつの時の祈り』（ミャサイェドフ、1878-1881、ワルシャワ国立美術館所蔵）

モレーベン（ロシア語、ブルガリア語: Молебен、英語: Moleben もしくは Molieben）とは、スラヴ系伝統にある正教会における、感謝や祈願のための短い奉神礼。神の憐みが降るよう、イイスス・ハリストス（イエス・キリスト）に願ったり、生神女マリヤや聖人に執り成しを願ったりするほか、神への感謝のために執り行われる。
日本正教会には、モレーベンのうち感謝祈祷のみを指す慣習がある。モレーベンの訳語としては他に「祈禱禮儀｣の四文字に「モレベン」のルビが振られている用例が日本正教会の祈祷書にあるが、この表記は20世紀後半から2014年現在までの日本正教会では殆ど使われていない。
モレーベンは、単独で執り行われるほか、聖体礼儀と繋いで執り行われることもある。ふつう司祭によって執り行われるが、一般信徒用に編纂された次第を使って一般信徒のみで行うことも可能である（ただし日本正教会では2014年6月現在、一般信徒だけで行う日本語でのモレーベンは、教団によっては編纂されていない）。
モレーベンはスラヴ系伝統にある正教会における奉神礼であり、ギリシャ系伝統にある正教会においてはカノンが含まれる「パラクリシス｣（ギリシャ語: Παράκλησις, 露: Параклис, 英: Paraklesis）が行われる（パラクリシスはスラヴ系伝統にある正教会にもある）。